# Gryon oophagum
Gryon oophagum är en stekelart som först beskrevs av Nixon 1934.  Gryon oophagum ingår i släktet Gryon och familjen Scelionidae. Inga underarter finns listade i Catalogue of Life.